# بيت مكارثي
بيت مكارثي (بالإنجليزية: Pete McCarthy)‏ هو كاتب وصحفي بريطاني، ولد في 9 نوفمبر 1951 في وارينغتون في المملكة المتحدة، وتوفي في 6 أكتوبر 2004 في برايتون في المملكة المتحدة بسبب سرطان.

## وصلات خارجية
- بيت مكارثي على موقع ميوزك برينز (الإنجليزية)